# Осиевская (Вожегодский район)
Осиевская — деревня в Вожегодском районе Вологодской области.
Входит в состав Бекетовского сельского поселения, с точки зрения административно-территориального деления — в Бекетовский сельсовет.
Расстояние по автодороге до районного центра Вожеги — 40 км, до центра муниципального образования Бекетовской — 12 км. Ближайшие населённые пункты — Сурковская, Куклинская, Кубинская.
По переписи 2002 года население — 13 человек.